# Richard Dunn
Richard Dunn (* 19. Januar 1945 in Leeds) ist ein ehemaliger britischer Boxer, der 1976 im Kampf um den Weltmeistertitel im Schwergewicht von Muhammad Ali geschlagen wurde. Ali besiegte ihn in der fünften Runde mit einem K.-o.-Schlag, wobei es sich bei diesem Sieg um Alis letzten K.-o.-Erfolg überhaupt handelte. Trotz des ungleichen Kampfes waren viele britische Fans der Meinung, dass Dunn einen der besten Kämpfe in der britischen Boxkampfgeschichte gezeigt hat. Zu seinen Ehren wurde eine Sportstätte in seinem Heimatort Bradford nach ihm benannt. Dunn befindet sich in Pension und lebt in Scarborough.
| Personendaten    | Personendaten    |
| ---------------- | ---------------- |
| NAME             | Dunn, Richard    |
| KURZBESCHREIBUNG | britischer Boxer |
| GEBURTSDATUM     | 19. Januar 1945  |
| GEBURTSORT       | Leeds            |